# Mastigophorus majoralis
Mastigophorus majoralis är en fjärilsart som beskrevs av William Schaus 1916. Mastigophorus majoralis ingår i släktet Mastigophorus och familjen nattflyn. Inga underarter finns listade i Catalogue of Life.